# Mont Jali
Le mont Jali, ou colline de Jali (parfois Jari), est une montagne située au Rwanda, près de la capitale Kigali.

## Géographie
Son sommet culmine à une altitude de 2 078 mètres.

## Installations
En 2007, la centrale photovoltaïque de Kigali Solaire, d'une puissance de 250 kW y a été construite en partenariat avec Mainzer Stadtwerke (de). La montagne est également utilisée pour un système de transmission radio.